# Life is music
『life is music』（ライフ・イズ・ミュージック）は、2014年10月5日（4日深夜）から2015年9月27日（26日深夜）までJ-WAVEで放送されていたラジオ番組。ナビゲーターはふかわりょう。

## 概要
『ROCKETMAN SHOW』の後番組として放送開始。番組タイトルは、ふかわの座右の銘にちなむ。
ふかわがROCKETMAN名義で出演していた前番組とは異なり、この番組ではふかわりょうとして出演していた。またふかわの意向により、前番組のようなバラエティ色は控えめになり、自身が選曲した音楽とリスナーからのメール紹介が中心となった。なお第1回と第2回は特別編として、ふかわの著書『風とマシュマロの国』の朗読をベースとした内容で放送された。
原則として収録放送であったが、2014年12月14日と2015年2月22日には生放送を行った。
番組は、2015年9月27日の放送をもって終了した。そしてふかわは、同年10月に別の時間帯でスタートした『OTHERS』を担当した。